# Liste der Nummer-eins-Hits in den Hot 100 Airplay (1996)
Diese Liste enthält alle Nummer-eins-Hits in den Hot 100 Airplay Charts im Jahr 1996. Es handelt sich hierbei um die Charts mit den von den Radiostationen in den USA am häufigsten gespielten Musiktiteln, die vom US-amerikanischen Magazin Billboard veröffentlicht wurden. In diesem Jahr gab es sieben Spitzenreiter.
| Singles |
| --- |
| - Mariah Carey feat. Boyz II Men – One Sweet Day - 13 Wochen (9. Dezember 1995 – 8. März 1996) - Everything But The Girl – Missing - 5 Wochen (9. März – 12. April) - Céline Dion – Because You Loved Me - 14 Wochen (13. April – 19. Juli) - Alanis Morissette – You Learn - 5 Wochen (20. Juli – 23. August) - Donna Lewis – I Will Love You Always Forever - 12 Wochen (24. August – 15. November, insgesamt 13 Wochen) - Céline Dion – It’s All Coming Back To Me Now - 2 Wochen (16. November – 29. November) - Donna Lewis – I Will Love You Always Forever - 1 Woche (30. November – 6. Dezember, insgesamt 13 Wochen) - No Doubt – Don’t Speak - 6 Wochen (7. Dezember 1996 – 17. Januar 1997, insgesamt 16 Wochen; siehe 1997) |